# Виоланта Арагонская
Виоланта Арагонская (исп. Violante de Aragón; 8 июня 1236, Сарагоса, Королевство Арагон — 1301, Ронсесвальес, Наварра) — арагонская инфанта из Барселонского дома, дочь Хайме I Завоевателя, короля Арагона; в замужестве — королева Кастилии и Леона.

## Биография
Виоланта была дочерью короля Арагона Хайме I Завоевателя и Иоланды Венгерской. 26 декабря 1246 года в городе Бургас вышла замуж за короля Кастилии и Леона Альфонсо X Мудрого. Из-за юного возраста Виоланты (ей было 10 лет) консуммация была отсрочена и Альфонсо даже хотел обратиться к Папе Римскому с требованием расторгнуть этот брак из-за того, что Виоланта не могла родить ему наследника. Но в 1248 году ей удалось забеременеть и родить первенца Фернандо, который однако вскоре умер. Но после этого ей удалось произвести ещё одиннадцать детей.
В 1276 году Виоланта основала монастырь Сан-Пабло в Вальядолиде.
Умерла Виоланта Арагонская в 1301 году, во время возвращения из Рима, где она участвовала в праздновании Юбилейного года. Произошло это в Ронсесвальес, в Королевстве Наварра.

## Семья
Муж — Альфонсо X король Кастилии и Леона. У супругов было 12 детей:
- Фернандо (1249 — умер в младенчестве)
- Беренгела (10 октября/25 ноября 1253—1300)
- Беатрис (5 ноября/6 декабря 1254 — ок. 1286); муж: с августа 1271 Гульельмо VII (ум. 8 февраля 1292), маркиз Монферрато
- Фернандо де ла Серда (23 октября 1255 — 25 июля 1275), родоначальник дома де ла Серда
- Санчо IV Смелый (12 мая 1258 — 25 апреля 1295), король Кастилии и Леона с 1284
- Констанца (февраль/октябрь 1259 — 23 июля 1280), монахиня в Лас Хуэльгасе
- Педро (15 мая/25 июля 1260 — 20 октября 1283), сеньор де Ледесма, Альба де Тормес, Сальватьера, Галисто и Миранда
- Хуан (15 мая/25 июля 1260[7] — 25 июня 1319), сеньор де Валенсия де Кампос
- Исабель (январь 1263/декабрь 1264 — в младенчестве)
- Виоланта (1265 — 12 марта 1287/30 января 1308); муж: с 1282 Диего Лопес де Аро (ок. 1250—1310), сеньор де Бискайя
- Хайме (ок. 1266 — 9 августа 1284), сеньор де лос Камерос
- Леонора (ум. после 1274/1275)[8]

## В кино
- «Толедо» / Toledo — реж. Хуан Мануэль Родригес Пачон, Испания, 2012 г.